# Jip Vastenburg
Jip Vastenburg (née le 21 mars 1994 à Loosdrecht) est une athlète néerlandaise, spécialiste des courses de fond.

## Biographie
Troisième du Festival olympique de la jeunesse 2011 sur 3 000 m, elle remporte l'épreuve du 5 000 m lors des Championnats d'Europe juniors de 2013, à Rieti en Italie.
En 2014, elle se classe quatrième du 10 000 m des championnats d'Europe de Zurich, dans le temps de 32 h 27 min 37 s.

## Palmarès
| Date | Compétition                            | Lieu           | Résultat | Épreuve       | Performance    |
| ---- | -------------------------------------- | -------------- | -------- | ------------- | -------------- |
| 2013 | Championnats d'Europe juniors          | Rieti          | 1re      | 5 000 m       | 16 min 3 s 31  |
| 2014 | Championnats d'Europe                  | Zurich         | 4e       | 10 000 m      | 32 min 27 s 37 |
| 2015 | Championnats d'Europe espoirs          | Tallinn        | 1re      | 10 000 m      | 32 min 18 s 69 |
| 2015 | Championnats du monde                  | Pékin          | 11e      | 10 000 m      | 32 min 03 s 03 |
| 2016 | Championnats d'Europe                  | Amsterdam      | 8e       | 10 000 m      | 32 min 04 s 00 |
| 2016 | Jeux olympiques                        | Rio de Janeiro | 28e      | 10 000 m      | 32 min 08 s 92 |
| 2018 | Championnats d'Europe                  | Berlin         | 15e      | 10 000 m      | 33 min 41 s 79 |
| 2018 | Championnats d'Europe de cross-country | Tilburg        | 5e       | Cross-country | 26 min 45 s    |

## Records
| Épreuve  | Performance    | Lieu      | Date         |
| -------- | -------------- | --------- | ------------ |
| 5 000 m  | 15 min 27 s 30 | Nimègue   | 11 juin 2014 |
| 10 000 m | 31 min 35 s 48 | Palo Alto | 2 mai 2015   |